# Enrique Francisco Cortés i Subirats
Enrique Francisco Cortés i Subirats   (Tortosa, 4 d'octubre de 1929 - Tortosa, 29 de novembre de 2020) fou un músic, mestre de música i compositor.
Va començar els seus estudis de música a l'Escola Municipal de Música de Tortosa, sota el mestratge de Joan Monclús i Monclús. Un cop finalitzats els estudis a Tortosa, va ingressar al Conservatori Municipal de Música de Barcelona. Durant els anys 40 i 50 del segle xx va fundar diferents orquestres de ball, com ara Nuevos Ritmos, Potenti Jazz, Blue Star o l'Orquestra Cortés. Quan l'any 1969 mor Monclús, Cortés esdevé director de la Banda Municipal de Música de Tortosa, tasca que compagina amb la de la direcció de la coral Petits Cantors, així com amb la de l'Orfeó Tortosí (entre 1965 i 1997). Va ser també professor del Conservatori de Música de la Diputació de Tarragona a Tortosa. Un cop jubilat, exercí la direcció de la Coral de la Gent Gran del Casal de Ferreries.
El desembre del 2017, l’Ajuntament de Tortosa li va atorgar el premi Mestre de Mestres per reconèixer públicament la seva trajectòria docent i mèrit educatiu en el camp pedagògic.
És autor de diferents obres musicals, entre les quals destaquen la sardana "Anant a Mig Camí", i de la caramella "Visca Tortosa estimada". El 2012 va publicar la seva autobiografia Les meves memòries. També és autor del llibre Música en imatge, memòries de molts.